# Правила чтения букв и буквенных сочетаний датского языка

## Правила определения долготы и краткости звука при чтении
- Ударный гласный обычно долгий в открытом слоге; в односложных словах, оканчивающихся непосредственно на гласный или на гласный, за которым следует неударный гласный, напр.: træ (дерево), blå (синий), stue (комната), или в словах, в которых за ударным гласным следует один согласный + гласный, напр.: tage (брать), hane (петух);
- ударный гласный в закрытом слоге: в односложном слове, оканчивающемся на согласный [b], [γ], как правило гласный долгий, напр.: skib (корабль), sprog (язык), гласный [ε:] обычно долгий также перед [g], напр.: skæg (борода); гласный [i:] перед [m], напр.: lim (клей); гласный [y:] перед [n], напр.: syn (зрение, вид);
- ударные гласные [ɔ:], [o:], [ε:] в закрытом слоге перед сочетанием согласных [rd] и гласный [a:] перед [rt] — обычно долгие, напр.: fart (поездка, движение); snart (быстро), bord (стол), hård (твёрдый), fjerde (четвёртый);
- ударный гласный в закрытом слоге, когда за ним следует согласный, обозначаемый на письме двойной буквой, или сочетанием согласных, является, как правило, кратким, напр.: gammel (старый), finger (палец), folk (народ), fisk (рыба). Однако если ударный гласный в закрытом слоге находится перед сочетанием согласных, возникшем при склонении, спряжении или словообразовании, то он обычно сохраняет свою долготу, напр.: dag (день) — dags (род. п. ед. ч), tiger (тигр) — tigre (мн. ч.);
- ударный гласный в закрытом слоге, в односложных словах, оканчивающихся на f, p, t, k, g, — обычно краткий, напр.: lap (лоскут), nat (ночь);
- безударный гласный всегда краткий.

## Правила употребления толчка в отдельных словах
Можно выделить основные группы слов, где звуки произносятся с толчком:
- Большинство односложных слов именного характера, напр.: by [by’] (город), fri [fri’] (свободный), lys [ly’s] (свет), lang [laŋ’] (длинный).
- Многие двусложные слова именного характера, оканчивающиеся на -el, -er, -en, напр.: teater [tʰea’tər] (театр), våben [vɔ’bən] (оружие), moden [mo’ðən] (спелый), middel [mið’əl] (средство). Производные слова с суффиксом -er, обозначающие действующее лицо, толчка не имеют: en læser [lε:sər] (читатель), en lærer [læ:rər] (учитель).
- Существительные в форме множественного числа, образуемой с помощью суффикса -er: а) которые помимо суффикса -er имеют во множественном числе изменение корневого гласного, б) которые в единственном числе являются односложными и оканчиваются на гласный, напр.: hænder [hεn’ər] (руки), køer [kʰø’ər] (коровы), byer [by’ər] (города), søer [sø’ər] (озёра).
- Глаголы в ряде форм:

1) В форме инфинитива:
а) оканчивающиеся на гласный, напр.: se [se’] (видеть), gå [gɔ’] (идти);
б) имеющие суффикс -ere (толчок на суффиксе), напр.: studere [stude’rə] (учиться), marchere [marʃe’rə] (маршировать);
в) большинство глаголов с приставками или наречными основами в качестве первых компонентов, напр.: betale [betʰa’lə] (платить), opdrage[opdra’γə] (воспитывать);
г) ряд глаголов, произносимых сокращенно, напр.: give [gi’] (давать), have [ha’] (иметь);
2) в форме настоящего времени действительного залога — большая часть глаголов 4-го спряжения и глаголы 1-го, 2-го, 3-го спряжений, корни которых оканчиваются на [l], [n], [ŋ], [s], [v], напр.: skriver [sgri’vər] (пишу), spiser [sbi’sər] (ем);
3) в повелительном наклонении — большинство глаголов, имеющих односложную форму, напр.: hør! [hør’] (слушай!), tal! [tʰa’l (говори!)
- Производные существительные с суффиксами -dom, -hed, -skab, -eri и прилагательные с суффиксами -bar, -som имеют толчок на суффиксе, напр.: barndom [barndɔm’] (детство), langsom [laŋsɔm’] (медленный).
- Слова иностранного происхождения, оканчивающиеся на -tion, -tet, -tut, -ør, имеют толчок на окончании, напр.: nation [naʃɔ’n] (нация), institut [institu’t] (институт).
- При присоединении суффигированного артикля существительные, имеющие толчок, его не теряют, напр.: sko [sgo’] (башмак) — skoen [sgo’ən], lys [ly’s] (свет) — lyset [ly’səð]. Ряд односложных существительных имеют толчок только в форме с суффигированным артиклем, напр.: lov [lɔu] (закон) — loven [lɔ’vən], bad [bað] (ванна) — badet [ba’ðəð].
- Основа слова, выступающая как первая часть сложного слова, теряет толчок, напр.: vand [van’] (вода), но vandglas [vanglas] (стакан). Однако в сложных словах с соединительным -s- толчок сохраняется в первом компоненте: årstid [ɔ’rstið] (время года). Второй компонент сложного слова, как правило, сохраняет толчок.

## Таблица соответствий букв и транскрипционных знаков
| Буквы и буквенные сочетания | Знаки в транскрипции | Фонетическая характеристика звука                                              | Условия произношения | Примеры                                                            |
| --------------------------- | -------------------- | ------------------------------------------------------------------------------ | --- | ------------------------------------------------------------------ |
| a                           | a: a’                | долгий открытый гласный переднего ряда нижнего подъема                         | во всех случаях, кроме сочетаний с r                                                                                      | tale (речь), hale (хвост), gade (улица)                            |
| a                           | a                    | краткий вариант [a:]                                                           | перед d, t, n, l, s | halv (половина), dansk (датский), flaske (бутылка)                 |
| a                           | α: α’                | долгий открытый гласный заднего ряда нижнего подъема                           | в сочетаниях с r | svare (отвечать), rase (бушевать), vare (длиться)                  |
| a                           | α                    | α                                                                              | перед всеми согласными, кроме d, t, n, l, s                                                                               | pakke (пачка), aften (вечер)                                       |
| af                          | au                   | дифтонг                                                                        | в качестве первой части сложного слова                                                                                    | afrejse (уезжать), aftale (договор)                                |
| aj                          | αi αi’               | дифтонг                                                                        | во всех случаях | maj (май), fajance (фаянс)                                         |
| au                          | ɔ                    | (см. букву å)                                                                  | в словах французского происхождения                                                                                       | chausse (шоссе), chauffør (шофёр)                                  |
| au                          | au                   | дифтонг                                                                        | в словах греческого и латинского происхождения                                                                            | august (август), auditorium (аудитория)                            |
| av                          | au au’               | дифтонг                                                                        | в конце слога и перед согласными                                                                                          | hav (море), havn (гавань)                                          |
| b                           | b                    | губно-губной смычно-взрывные согласные слабый непридыхательный согласный       | во всех случаях | barn (ребенок), løbe (бежать), skib (корабль)                      |
| c                           | k                    | (см. букву k)                                                                  | перед гласными a, o, u и согласными l, r                                                                                  | cafe (кафе), creme (крем)                                          |
| c                           | s                    | (см. букву s)                                                                  | перед гласными e, i, ø, y, æ                                                                                              | center (центр), cirkel (круг), cykel (велосипед)                   |
| ch                          | ʃ                    | переднеязычный нёбный дорсальный щелевой глухой согласный                      | в заимствованных словах                                                                                                   | chef (начальник), march (марш)                                     |
| ci                          | ʃ                    | (см. сочет. ch)                                                                | в заимствованных словах                                                                                                   | social (социальный)                                                |
| d                           | d                    | переднеязычный альвеолярный смычно-взрывной, слабый непридыхательный согласный | 1) в начале слова; 2) между согласными (кроме l, n) или дифтонгом и безударным гласным; 3) в конце слова после согласного | dag (день), byrde (тяжесть), arbejde (работа), bygd (район, округ) |
| d                           | ð                    | переднеязычный межзубный щелевой звонкий согласный                             | 1) между ударным гласным и безударным [ə]; 2) между ударным гласным и j, l, m, n, r; 3) в конце слова после гласного      | bade (купаться), bedre (лучше), smedje (кузнец), mad (пища)        |
| dd                          | ð ð’                 |                                                                                | между гласным и безударным [ə]                                                                                            | sidde (сидеть), fødder (ноги)                                      |
| ds                          | s                    | (см. букву s)                                                                  | во всех случаях, когда s не является окончанием родительного падежа                                                       | plads (место), bedst (лучший)                                      |
| dt                          | d                    | (см. букву d)                                                                  | во всех случаях | midt (посередине), lidt (мало)                                     |
| e                           | e: e’                | долгий закрытый гласный переднего ряда среднего подъема                        | во всех случаях, кроме указанного в следующем пункте                                                                      | se (видеть), leve (жить)                                           |
| e                           | ε: ε’                | долгий открытый гласный переднего ряда среднего подъема                        | в отдельных словах | det (это), sjette (шестой), der (там), vejr (погода)               |
| e                           | ε                    | краткий вариант [ε:]                                                           | во всех случаях, кроме указанного в следующем пункте                                                                      | endelig (наконец), mellem (между)                                  |
| e                           | æ                    | более открытый вариант фонемы [ε]                                              | в сочетаниях с r | rest (остаток), herre (господин)                                   |
| e                           | i                    | (см. букву i)                                                                  | в местоимениях de (они), De (Вы)                                                                                          |                                                                    |
| e                           | ə                    | краткий гласный среднего ряда среднего подъема                                 | в безударном положении | give (давать), gade (улица)                                        |
| eg                          | αi αi’               | дифтонг                                                                        | перед n, l и в конце слова                                                                                                | negl (ноготь), regn (дождь), leg (игра)                            |
| ej                          | αi αi’               | дифтонг                                                                        | во всех случаях | eje (владеть), vej (путь)                                          |
| eu                          | eu                   | дифтонг                                                                        | во всех случаях | neutral (нейтральный), europæisk (европейский)                     |
| ev                          | εu εu’               | дифтонг                                                                        | |                                                                    |
| f                           | f                    | губно-зубной щелевой глухой согласный                                          | |                                                                    |
| g                           | g                    | заднеязычный смычно-взрывной слабый непридыхательный согласный                 | |                                                                    |
| g                           | γ                    | заднеязычный щелевой звонкий согласный                                         | |                                                                    |
| g                           | ʃ                    | (см. сочетание ch)                                                             | |                                                                    |
| g                           | не произносится      |                                                                                | |                                                                    |
| h                           | h                    | фарингальный щелевой согласный                                                 | |                                                                    |
| hj                          | j                    | (см. букву j)                                                                  | |                                                                    |
| hv                          | v                    | (см. букву v)                                                                  | |                                                                    |
| i                           | i: i’                | долгий закрытый гласный переднего ряда верхнего подъема                        | |                                                                    |
| i                           | i                    | краткий вариант [i:]                                                           | |                                                                    |
| i                           | e                    | краткий закрытый гласный переднего ряда среднего подъема                       | |                                                                    |
| ig                          | αi                   | дифтонг                                                                        | |                                                                    |
| iv                          | iu                   | дифтонг                                                                        | |                                                                    |
| j                           | j                    | среднеязычный щелевой звонкий согласный                                        | |                                                                    |
| j                           | ʃ                    | (см. сочетание ch)                                                             | |                                                                    |
| k                           | g                    | заднеязычный смычно-взрывной слабый непридыхательный согласный                 | |                                                                    |
| k                           | kʰ                   | заднеязычный смычно-взрывной сильный придыхательный согласный                  | |                                                                    |
| k                           | g, kʰ                | (см. буквы g, k)                                                               | |                                                                    |
| kk                          | g                    | (см. букву g)                                                                  | |                                                                    |
| kk                          | kʰ                   | (см. букву k)                                                                  | |                                                                    |
| l                           | l l’                 | переднеязычный щелевой-боковой альвеолярный согласный                          | |                                                                    |
| ld                          | l l’                 | (см. букву l)                                                                  | |                                                                    |
| ld                          | ld                   | (см. буквы l и d)                                                              | |                                                                    |
| lv                          | l l’                 | (см. букву l)                                                                  | |                                                                    |
| m                           | m m’                 | губно-губной смычно-носовой согласный                                          | |                                                                    |
| n                           | n n’                 | переднеязычный смычно-носовой согласный                                        | |                                                                    |
| nd                          | n n’                 | (см. букву n)                                                                  | |                                                                    |
| nd                          | nd                   | (см. буквы n и d)                                                              | |                                                                    |
| ng                          | ŋ ŋ’                 | заднеязычный смычно-носовой согласный                                          | |                                                                    |
| nk                          | ŋ g                  | (см. сочетание ng и букву g)                                                   | |                                                                    |
| o                           | o: o’                | долгий закрытый лабиализованный гласный заднего ряда среднего подъема          | |                                                                    |
| o                           | ɔ                    | краткий открытый лабиализованный гласный заднего ряда среднего подъема         | |                                                                    |
| og                          | ɔu                   | дифтонг                                                                        | |                                                                    |
| ou                          | u                    | (см. букву u)                                                                  | |                                                                    |
| ov                          | ɔu ɔu’               | дифтонг                                                                        | |                                                                    |
| p                           | b                    | губно-губной смычно-взрывной слабый непридыхательный согласный                 | |                                                                    |
| p                           | pʰ                   | губно-губной смычно-взрывной сильный придыхательный согласный                  | |                                                                    |
| p                           | b, pʰ                | (см. буквы b, p)                                                               | |                                                                    |
| pp                          | b                    | (см. букву b)                                                                  | |                                                                    |
| pp                          | pʰ                   | (см. букву p)                                                                  | |                                                                    |
| qu                          | kv                   | (см. буквы k и v)                                                              | |                                                                    |
| r                           | r                    | увулярный щелевой срединный согласный                                          | |                                                                    |
| r                           | R R’                 | вокализованный вариант r                                                       | |                                                                    |
| rd                          | R                    | (см. букву r)                                                                  | |                                                                    |
| rd                          | rd                   | (см. буквы r и d)                                                              | |                                                                    |
| rv                          | R                    | (см. букву r)                                                                  | |                                                                    |
| s                           | s                    | переднеязычный щелевой глухой согласный                                        | |                                                                    |
| sc                          | s                    | (см. букву s)                                                                  | |                                                                    |
| sc                          | sg                   | (см. буквы s и g)                                                              | |                                                                    |
| sch                         | ʃ                    | (см. сочетание ch)                                                             | |                                                                    |
| sch                         | s                    | (см. букву s)                                                                  | |                                                                    |
| sh                          | ʃ                    | (см. сочетание ch)                                                             | |                                                                    |
| si                          | ʃ                    | (см. сочетание ch)                                                             | |                                                                    |
| sj                          | ʃ                    | (см. сочетание ch)                                                             | |                                                                    |
| t                           | d                    | переднеязычный альвеолярный смычно-взрывной слабый непридыхательный согласный  | |                                                                    |
| t                           | tʰ                   | переднеязычный альвеолярный смычно-взрывной сильный придыхательный согласный   | |                                                                    |
| t                           | d, tʰ                | (см. буквы d, t)                                                               | |                                                                    |
| t                           | ð                    | (см. букву d)                                                                  | |                                                                    |
| ti                          | ʃ                    | (см. сочетание ch)                                                             | |                                                                    |
| u                           | u: u’                | долгий закрытый лабиализованный гласный заднего ряда верхнего подъема          | |                                                                    |
| u                           | u                    | краткий вариант [u:]                                                           | |                                                                    |
| u                           | o                    | краткий вариант [o:](см. букву o)                                              | |                                                                    |
| u                           | y                    | (см. букву y)                                                                  | |                                                                    |
| v                           | v                    | губно-зубной щелевой звонкий согласный                                         | |                                                                    |
| v                           | u                    | (см. букву u)                                                                  | |                                                                    |
| w                           | v                    | (см. букву v)                                                                  | |                                                                    |
| x                           | gs                   | (см. буквы g, s)                                                               | |                                                                    |
| y                           | y: y’                | долгий закрытый лабиализованный гласный переднего ряда верхнего подъема        | |                                                                    |
| y                           | y                    | краткий вариант [y:]                                                           | |                                                                    |
| y                           | ø                    | (см. букву ø)                                                                  | |                                                                    |
| z                           | s                    | (см. букву s)                                                                  | |                                                                    |
| æ                           | ε: ε’                | (см. букву e)                                                                  | |                                                                    |
| æ                           | ε                    | (см. букву e)                                                                  | |                                                                    |
| æ                           | æ                    | (см. букву e)                                                                  | |                                                                    |
| æv                          | εu εu’               | дифтонг                                                                        | |                                                                    |
| ø                           | ø: ø’                | долгий закрытый лабиализованный гласный переднего ряда среднего подъема        | |                                                                    |
| ø                           | ö: ö’                | долгий открытый лабиализованный гласный переднего ряда среднего подъема        | |                                                                    |
| ø                           | ø                    | краткий вариант [ø:]                                                           | |                                                                    |
| ø                           | ö                    | краткий вариант [ö:]                                                           | |                                                                    |
| øg                          | ɔi ɔi’               | дифтонг                                                                        | |                                                                    |
| øj                          | ɔi ɔi’               | дифтонг                                                                        | |                                                                    |
| øv                          | öu öu’               | дифтонг                                                                        | |                                                                    |
| å                           | ɔ: ɔ’                | долгий открытый лабиализованный гласный заднего ряда среднего подъема          | |                                                                    |
| å                           | ɔ                    | краткий вариант [ɔ:]                                                           | |                                                                    |